# 海岸通 (神戸市垂水区)
海岸通（かいがんどおり）は、兵庫県神戸市垂水区の町名。郵便番号は655-0036。

## 地理
垂水区南部の西垂水地区（旧西垂水村）に位置する。東は宮本町、北は五色山、西は東舞子町に接する。

## 交通

### バス
- 山陽バス - 垂水駅から三井アウトレットパーク マリンピア神戸まで無料シャトルバスが運行している。

### 鉄道
- JR神戸線 - 町内に駅は存在しない。

## 施設
- 三井アウトレットパーク マリンピア神戸
- アジュール舞子